# Pegomya quadrivittata
Pegomya quadrivittata är en tvåvingeart som först beskrevs av Karl 1935.  Pegomya quadrivittata ingår i släktet Pegomya och familjen blomsterflugor. Inga underarter finns listade i Catalogue of Life.